# Girolamo Volpi
Girolamo Volpi (Bari, 30 novembre 1712 – Roma, 1798) è stato un arcivescovo cattolico italiano.

## Biografia[1]
Nacque a Bari il 30 novembre 1712 dal famoso letterato Giuseppe e da Donna Prudenza Sagariga-Visconti. Ancora giovane si trasferì a Roma, poi nel Seminario di Modena, dove compì gli studi. Tornato nella Città Eterna, fu ammesso nella Prefettura Romana e per la bontà di vita, per la sua educazione e per la sua dottrina fu ricompensato dalla corte pontificia, dalla quale ottenne diversi benefici in Terra di Bari, che gli fruttavano ricche rendite.
Nel 1776 papa Pio VII lo nominò arcivescovo titolare di Neocesarea del Ponto e lo incluse tra i suoi prelati domestici e assistenti al Soglio Pontificio.
Morì a Roma nel 1798.

## Genealogia episcopale e successione apostolica
La genealogia episcopale è:
- Cardinale Scipione Rebiba
- Cardinale Giulio Antonio Santorio
- Cardinale Girolamo Bernerio, O.P.
- Arcivescovo Galeazzo Sanvitale
- Cardinale Ludovico Ludovisi
- Cardinale Luigi Caetani
- Cardinale Ulderico Carpegna
- Cardinale Paluzzo Paluzzi Altieri degli Albertoni
- Papa Benedetto XII
- Papa Benedetto XIV
- Cardinale Girolamo Spinola
- Arcivescovo Girolamo Volpi

La successione apostolica è:
- Arcivescovo Stefano Autandil (1785)